# Pascal Köpke
Pascal Köpke (Hanau, 3 september 1995) is een Duits voetballer die bij voorkeur als aanvaller speelt. Hij tekende in 2023 bij MSV Duisburg.

## Clubcarrière
Köpke speelde in de jeugdreeksen voor ASV Herzogenaurach, FC Herzogenaurach, FC Nürnberg en SpVgg Unterhaching. In totaal maakte hij dertien treffers in zesendertig wedstrijden voor SpVgg Unterhaching in de 3. Liga. In 2015 verhuisde de aanvaller naar Karlsruher SC. Die club verhuurde hem in januari 2016 aan Erzgebirge Aue, waar hij tien doelpunten maakte in veertien competitoeduels. Daarmee had hij een aandeel in de promotie van de club naar de 2. Bundesliga. In mei 2016 legde Erzgebirge Aue hem vast tot juni 2016.
In 2018 werd Köpke overgenomen door Hertha BSC.
1. 1 2  Spelersprofiel op transfermarkt.de. Geraadpleegd op 6 oktober 2016.
2. ↑  Profiel op soccerway.com. Geraadpleegd op 6 oktober 2016.